# L'Accompagnatrice
L'Accompagnatrice ('De begeleidster') is een Franse film uit 1992, geregisseerd door Claude Miller. De film is gebaseerd op de gelijknamige roman van Nina Berberova

## Verhaal
In het door de nazi's bezette Parijs van 1942 krijgt Sophie Vasseur, een jonge pianobegeleidster van armoedige komaf, een baan bij de beroemde zangeres Irène Brice. Irènes echtgenoot Charles is een zakenman die samenwerkt met de nazi's, maar worstelt met zijn geweten. Ondertussen raakt Sophie geobsedeerd door Irène en neemt ze zowel de rol van dienstmeisje als begeleidster op zich. Als Irène en Charles naar Londen verhuizen, gaat Sophie met hen mee. Ook in Londen heeft Irène succes. Sophie beleeft enkele prille liefdesaffaires, maar houdt ze af, mede om trouw te kunnen blijven aan Irène. Irène spreekt vrijwel dagelijks af met haar minnaar Jacques. Wanneer Charles dit ontdekt, maakt hij een einde aan zijn leven. Irène vertrekt met Jacques naar Amerika en Sophie keert aan het einde van de oorlog terug naar haar moeder in Parijs.

## Rolverdeling
| Acteur                   | Personage             |
| ------------------------ | --------------------- |
| Richard Bohringer        | Charles Brice         |
| Elena Safonova           | Irène Brice           |
| Romane Bohringer         | Sophie Vasseur        |
| Samuel Labarthe          | Jacques Fabert        |
| Julien Rassam            | Benoît Weizman        |
| Nelly Borgeaud           | mevrouw Vasseur       |
| Bernard Verley           | Jacques Ceniat        |
| Jean-Pierre Kohut-Svelko | generaal Heller       |
| Claude Rich              | de minister           |
| Gabriel Cattand          | de Parijse impresario |
| Alain Jomy               | de klarinetspeler     |
| Sacha Briquet            | dignitaire            |
| Florence Rougé           | manicure              |

## Prijzen en nominaties
- Bij de uitreiking van de Césars in 1993 werd de film genomineerd voor beste jong mannelijk talent (Julien Rassam), beste cinematografie (Yves Angelo) en beste geluid (Paul Lainé en Gérard Lamps).[1]
- Op het internationaal filmfestival van Istanboel van 1993 won de film de FIPRESCI-prijs en de speciale prijs van de jury.